# Mount Ayr (Indiana)
Mount Ayr és una població dels Estats Units a l'estat d'Indiana. Segons el cens del 2000 tenia 147 habitants.

## Demografia
Segons el cens del 2000, Mount Ayr tenia 147 habitants, 52 habitatges, i 40 famílies. La densitat de població era de 378,4 habitants/km².
Dels 52 habitatges en un 28,8% hi vivien nens de menys de 18 anys, en un 65,4% hi vivien parelles casades, en un 7,7% dones solteres, i en un 21,2% no eren unitats familiars. En el 17,3% dels habitatges hi vivien persones soles el 9,6% de les quals corresponia a persones de 65 anys o més que vivien soles. El nombre mitjà de persones vivint en cada habitatge era de 2,83 i el nombre mitjà de persones que vivien en cada família era de 3,17.
Per edats la població es repartia de la següent manera: un 28,6% tenia menys de 18 anys, un 8,2% entre 18 i 24, un 25,9% entre 25 i 44, un 25,2% de 45 a 60 i un 12,2% 65 anys o més.
L'edat mediana era de 37 anys. Per cada 100 dones de 18 o més anys hi havia 87,5 homes.
La renda mediana per habitatge era de 52.000 $ i la renda mediana per família de 53.750 $. Els homes tenien una renda mediana de 33.036 $ mentre que les dones 21.250 $. La renda per capita de la població era de 18.195 $. Cap de les famílies estaven per davall del llindar de pobresa.

## Poblacions més properes
El següent diagrama mostra les poblacions més properes.